# Face to Face 1994
Face to Face 1994 war eine Konzerttournee der Sänger und Pianisten Billy Joel und Elton John. Die Tournee umfasste insgesamt 22 Konzerte in den Vereinigten Staaten. Über eine Million Zuschauer sorgten für mehr als 48 Millionen US-Dollar Umsatzerlöse. Es handelte sich um die erste von acht gemeinsamen Tourneen, die der US-Amerikaner Joel mit dem Briten John absolvierte. 2012 kündigte Billy Joel an, nicht länger mit Elton John auftreten zu wollen, da es ihn in der Programmgestaltung seiner Konzerte einschränken würde.

## Setlist
Die Liederabfolge vom 8. Juli 1994 zeigt beispielhaft die Programmgestaltung der Konzerte.
1. Your Song – Elton John und Billy Joel
2. Honesty – Elton John und Billy Joel
3. Don’t Let the Sun Go Down on Me – Elton John und Billy Joel
4. Philadelphia Freedom – Elton John
5. Take Me to the Pilot – Elton John
6. Levon – Elton John
7. Rocket Man (I Think It’s Going to Be a Long, Long Time) – Elton John
8. Simple Life – Elton John
9. The One – Elton John
10. New York State of Mind – Elton John
11. Funeral for a Friend/Love Lies Bleeding – Elton John
12. I Guess That’s Why They Call It the Blues – Elton John
13. Can You Feel the Love Tonight – Elton John
14. Pinball Wizard – Elton John
15. Saturday Night’s Alright for Fighting – Elton John
16. I Go to Extremes – Billy Joel
17. Pressure – Billy Joel
18. The Ballad of Billy the Kid – Billy Joel
19. Goodbye Yellow Brick Road – Billy Joel
20. Scenes from an Italian Restaurant – Billy Joel
21. My Life – Billy Joel
22. Allentown – Billy Joel
23. Lullabye (Goodnight, My Angel) – Billy Joel
24. The River of Dreams – Billy Joel
25. We Didn’t Start the Fire – Billy Joel
26. It’s Still Rock and Roll to Me – Billy Joel
27. Only the Good Die Young – Billy Joel
28. Big Shot – Billy Joel
29. The Bitch Is Back – Elton John und Billy Joel
30. You May Be Right – Elton John und Billy Joel
31. Bennie and the Jets – Elton John und Billy Joel
32. A Hard Day’s Night – Elton John und Billy Joel
33. Lucille – Elton John und Billy Joel
34. Great Balls of Fire – Elton John und Billy Joel
35. Piano Man – Elton John und Billy Joel

## Konzerttermine
| Nr.             | Datum           | Land               | Stadt            | Veranstaltungsort        | Besucher                       | Einnahmen    | Beleg        |
| Nordamerika     | Nordamerika     | Nordamerika        | Nordamerika      | Nordamerika              | Nordamerika                    | Nordamerika  | Nordamerika  |
| --------------- | --------------- | ------------------ | ---------------- | ------------------------ | ------------------------------ | ------------ | ------------ |
| 1               | 8. Juli 1994    | Vereinigte Staaten | Philadelphia     | Veterans Stadium         | 150.511 / 150.511              | $ 7.315.495  | [ 5 ]        |
| 2               | 9. Juli 1994    | Vereinigte Staaten | Philadelphia     | Veterans Stadium         | 150.511 / 150.511              | $ 7.315.495  | [ 5 ]        |
| 3               | 12. Juli 1994   | Vereinigte Staaten | Philadelphia     | Veterans Stadium         | 150.511 / 150.511              | $ 7.315.495  | [ 5 ]        |
| 4               | 14. Juli 1994   | Vereinigte Staaten | Orchard Park     | Rich Stadium             | 57.058 / 57.500                | $ 2.380.834  | [ 6 ]        |
| 5               | 17. Juli 1994   | Vereinigte Staaten | Foxborough       | Foxboro Stadium          | —                              | —            | —            |
| 6               | 18. Juli 1994   | Vereinigte Staaten | Foxborough       | Foxboro Stadium          | —                              | —            | —            |
| 7               | 20. Juli 1994   | Vereinigte Staaten | Washington, D.C. | RFK Stadium              | 51.762 / 51.762                | $ 2.250.520  | [ 7 ]        |
| 8               | 22. Juli 1994   | Vereinigte Staaten | East Rutherford  | Giants Stadium           | 293.539 / 293.539              | $ 14.889.127 | [ 7 ]        |
| 9               | 24. Juli 1994   | Vereinigte Staaten | East Rutherford  | Giants Stadium           | 293.539 / 293.539              | $ 14.889.127 | [ 7 ]        |
| 10              | 26. Juli 1994   | Vereinigte Staaten | East Rutherford  | Giants Stadium           | 293.539 / 293.539              | $ 14.889.127 | [ 7 ]        |
| 11              | 28. Juli 1994   | Vereinigte Staaten | East Rutherford  | Giants Stadium           | 293.539 / 293.539              | $ 14.889.127 | [ 7 ]        |
| 12              | 29. Juli 1994   | Vereinigte Staaten | East Rutherford  | Giants Stadium           | 293.539 / 293.539              | $ 14.889.127 | [ 7 ]        |
| 13              | 2. August 1994  | Vereinigte Staaten | Pittsburgh       | Three Rivers Stadium     | 48.829 / 48.829                | $ 2.203.037  | [ 8 ]        |
| 14              | 6. August 1994  | Vereinigte Staaten | Columbus         | Ohio Stadium             | 67.606 / 67.606                | $ 2.710.335  | [ 8 ]        |
| 15              | 9. August 1994  | Vereinigte Staaten | St. Louis        | Busch Stadium            | 50.807 / 50.807                | $ 2.445.245  | [ 8 ]        |
| 16              | 11. August 1994 | Vereinigte Staaten | Milwaukee        | Milwaukee County Stadium | 55.526 / 55.526                | $ 2.480.520  | [ 9 ]        |
| 17              | 13. August 1994 | Vereinigte Staaten | Ames             | Cyclone Stadium          | 52.196 / 52.196                | $ 2.393.516  | [ 9 ]        |
| 18              | 16. August 1994 | Vereinigte Staaten | San Antonio      | Alamodome                | 48.741 / 48.741                | $ 2.009.237  | [ 10 ]       |
| 19              | 18. August 1994 | Vereinigte Staaten | Pontiac          | Silverdome               | 54.125 / 54.125                | $ 2.444.334  | [ 9 ]        |
| 20              | 19. August 1994 | Vereinigte Staaten | Atlanta          | Georgia Dome             | 53.356 / 53.356                | $ 2.632.943  | [ 9 ]        |
| 21              | 21. August 1994 | Vereinigte Staaten | Orlando          | Citrus Bowl              | 58.320 / 58.320                | $ 2.297.254  | [ 9 ]        |
| 22              | 24. August 1994 | Vereinigte Staaten | Pittsburgh       | Three Rivers Stadium     | —                              | —            | —            |
| Zusammenfassung | Zusammenfassung | Zusammenfassung    | Zusammenfassung  | Zusammenfassung          | 1.042.376 / 1.042.818 (99,9 %) | $ 48.452.397 | $ 48.452.397 |